# Tony Richardson
Tony Richardson, rodným jménem Cecil Antonio Richardson (5. červen 1928 Shipley – 14. listopad 1991 Los Angeles, Kalifornie) byl anglický filmový a divadelní režisér, představitel tzv. britské nové vlny. Jeho nejznámějšími filmy jsou Osamělost přespolního běžce (1962), Tom Jones (1963), Slečna učitelka (1966), Útok lehké kavalérie (1968), Hranice (1982), Hotel New Hampshire (1984) a Operace Blue Sky (1994).
Roku 1964 získal Oscara za režii filmu Tom Jones, adaptaci klasického románu Henryho Fieldinga. Jeho prvním úspěšným filmem byl Ohlédni se v hněvu (Look Back in Anger) s Richardem Burtonem v hlavní roli. K nejoceňovanějším patří Osamělost přespolního běžce (Loneliness of the Long Distance Runner), klasický snímek nové vlny z roku 1962.
Jeho manželkou byla herečka Vanessou Redgrave, jejich dcery Natasha Richardsonová a Joely Richardsonová se staly rovněž herečkami. Radgraveovou Richardson opustil kvůli vztahu s herečkou Jeanne Moreauovou. Před smrtí přiznal svou bisexualitu. Zemřel na AIDS.

## Filmografie
- Momma Don't Allow (1955)
- Look Back in Anger (1959)
- The Entertainer (1960)
- A Subject of Scandal and Concern (1960)
- Sanctuary (1961)
- A Taste of Honey (1961)
- The Loneliness of the Long Distance Runner (1962)
- Tom Jones (1963)
- The Loved One (1965)
- Mademoiselle (1966)
- Red and Blue (1967)
- The Sailor from Gibraltar (1967)
- The Charge of the Light Brigade (1968)
- Laughter in the Dark (1969)
- Hamlet (1969)
- Ned Kelly (1970)
- A Delicate Balance (1973)
- Dead Cert (1974)
- Joseph Andrews (1977)
- A Death in Canaan (1978)
- The Border (1982)
- Hotel New Hampshire (1984)
- Beryl Markham: A Shadow on the Sun (1988)
- Women and Men: Stories of Seduction (1990)
- Blue Sky (1994)